# Vaginoplastika
Vaginoplastika  je metoda hirurškog preoblikovanje vagine kojom se koriguje ulazni otvor i unutrašnjost vagine ili radnice što doprinosi intenzivnijem osećaju i seksualnom zadovoljstvu. Ponekad se izraz koristi i za operacije pola u slučaju da se žena rodi bez vagine, dakle za transrodne žene.
Ovoj metodi najčešće se podvrgavaju žene koje su više puta rađale ili imale traumatičan porođaj, što je kod njih zbog mehaničkog rastezanja vaginalnog zida dovelo do povećanja prečnika, izmeni oblika i smanjenja seksualnog osećaja usled slabljenja mišića, ili transseksualne osobe. Danas je vaginoplastika postala i sinonim za estetsku hirurgiju stidnih usana za žene koje izgledom vlastite vagine nisu zadovoljne.

## Preduslovi
Kada popuste mišići male karlice, dolazi i do spontanog mokrenja pri naprezanju, pri kijanju, smejanju, kašljanju, bilo kakvom fizičkom naporu. Dolazi do prolapsa samog uterusa ili bešike i dolazi do slabljenja vaginalnih zidova i čitave karlične muskulatura. Ovaj problem se javlja zbog nedovoljnog vežbanja, težine, ali na prvom mestu kao uzrok navodi se trudnoća. Tada se i seksualno zadovoljstvo žene znatno smanjuje.
Od tehnik vaginoplastike zavisi i ispeh intrvencije jer smanjivanje samog vaginalnog otvora neće rešiti ovaj problem. Neophodno je raditi na svim zidovima vagine, suziti prednji i zadnji deo, lateralno ili spoljšanji deo. Prema tome samo ukoliko se suzi kompletno lumen vagine moguće je ponovo vratiti fiziološki doživlkaj ženi tokom seksualnom odnosu. Ukoliko se suzi samo ulaz vagine, zadovoljstvo se povećava partneru, ali ne i ženi.

## Indikacije
U indikacije za vaginoplastiku spadajuj sledeće hirurške intervencije:
- razdvajanje urođenih sraslina uretrusa i vagine, [3]
- sanacija kratke uretre,[3]
- formiranje vagine, Hoffman,[4] [5]
- vaginalna rekonstrukcija,[5] [4]
- prolaps vaginalnog svoda,[6]
- suspenzija i fiksacija vagine,[4] [5]
- sanacija cistokele i rektokele,[4][5]
- retropubična paravaginalna korekcija,[7]
- korekcija cistokele pomoću grafta ili proteze,[4] [5]
- korekcija cistokele i rektokele u istom postupku pomoću grafta ili protetskog uređaja,[4] [5]
- korekcija rektokele pomoću grafta ili protetskog materijala, [4]
- vaginalna konstrukcija pomoću grafta ili protetskog materijala,[4]
- rekonstrukcija vagine pomoću kalema ili protetskog materijala,[5]
- suspenzija vagine i stabilizacija pomoću kalema ili protetskog materijala,
- lečenje MRKH sindroma (vaginalna ageneza),[8]
- himenorafija.[9][10][11]

U nekim slučajevima je potrebno dodatno tkivo (kalem) za rekonstrukciju ili izgradu vagine. Ovi kalemi koji se koriste u vaginoplastici mogu biti alogeni, heterografski, autotransplantacijski, ksenograftski ili autologni materijal.  Žena može da koristi autologno in vitro kultivisano tkivo uzeto iz njenog vaginalnog vestibuluma kao transplantirano tkivo da formira sluzokožu rekonstruisane vagine.
Rekonstruisana ili novoizgrađena vagina nosi naziv neovagina. 

### Vaginoplastika kod dece
Stanja kao što je urođena nadbubrežna hiperplazija virilizuju genetski ženu zbog nedostatka 21-hidroksilaze. Specifični postupci u ovom stanju uključuju:
- smanjenje klitorisa,
- labiaplastiku,
- formiranje normalnog izgleda genitalija,
- formiranje vagine,
- pokretanje dilatacije vagine.[15]

Atrezija vagine ili urođeno odsustvo vagine mogu biti drugi razlog za operaciju formiranja normalne i funkcionalne vagine.   
Neuobičajene izrasline, ciste, septumi u vagini takođe mogu biti indikacija za vaginoplastiku.
Vaginoplastika se koristi i kao deo u seriji operacija potrebnih za lečenje devojaka i žena rođenih sa bešikom koja se nalazi izvan stomaka. Nakon operacije, žene su mogle da rode, ali postoji rizik od prolapsa.
U medicinskom pravu nameće se pitanje o saglasnosti, koju deca ne mogu da daju, pre vaginoplastike i drugih genitalnih operacija, jer nisu dovoljno stara da daju pristanak, uključujući i zabrinutost zbog nametnutih posthirurških seksualne funkcije, i pretpostavke heteronormativnosti. Među kliničarima nema konsenzusnog stava o njihovoj neophodnosti, vremenu, metodi ili proceni operativnog zahvata.
Vaginoplastike se mogu izvoditi deci ili adolescentima sa interseksualnim stanjima ili poremećajima polnog razvoja.

## Kontraindikacije
Uprkos činjenici da je hirurška intervencija prilično usavršena ona je ipak složena sa tehničke strane, i da bi se izegle moguće komplikacije u literturi se navode sledeće kontraindikacije: 
- Dijabetes melitus (nedovoljne količina inzulina ili otpornost na vlastiti inzulin u telu.
- Prisutnost bilo koje zarazne bolesti, uključujući sezonsku prehladu, grip, tuberkulozu, koronavirusnu infekciju, infekcije krvi.
- Onkološke bolesti bilo koje lokalizacije i ozbiljnosti.
- Poremećaj zgrušavanja krvi i terapija antikoagulanatima - lekovi koji deluju na koagulaciju krvi.
- Sklonost nastanku hipertrofnih ožiljaka, koja nisu samo kozmetički defekt, već i uzrok bolnih senzacija.
- Neke hronične i sve akutne bolesti unutarašnjih organa, disajnih organa, srca i krvnih sudova.

## Komplikacije
Čnjenici da je hirurška intervencija prilično složena sa tehničke strane, komplikacije vaginalne plastike iako relativno retke ipak se primjećuju nakon kontrola.
Rekonstruktivna vaginoplastika kod dece i adolescenata nosi rizik od superinfekcije, dok kod odraslih broj i vrste komplikacija variraju i nešto su češće kod vaginoplastikom izvršene u cilju promene pola.
Nekroze klitorisa kao komplikacija javlja se u 1-3% slučajeva,dok jatrogena nekroza vagine iznosi  3,7-4,2%. 
Kontrakcija vagine javilka se u 2-10% lečenih, a stenoza ili suženje otvora vagine  u 12-15% slučajeva. Od onih koji su prijavili stenozu, 41% je imalo drugu operaciju radi ispravljanja stenotičnih promena. 
Genitalni bol se može  javiti u 4-9% slučajeva, a formiranje rektovaginalne fistule,  je retka pojava u oko 1% slučajeva. 
Prolaps vagine može se javiti kod 1-2% osoba koji su bili podvrgnuti ovom zahvatu.
Nakon vaginoplastike  može doći i do poremećaja pražnjenja bešike, koje se uspešno leči u 13% slučajeva, dok kod 68% nema promena nakon lečenja, ili je su u 19% slučajeva mokrenje pogoršalo.
Gubitak kontrole bešike i urinarna inkontinencija javlaja se u 19% slučajeva. 
Infekcije urinarnog trakta nakon vaginoplastike mogu se javiti u 32% slučajeva nakon operacije.

## Priprema za operaciju
Hirurški tretman treba da bude uzet u obzir, onoga trenutka kada hirurg smatra da su kriterijumi za posebne operativne zahvate ispunjeni, i nakon što je obavio preoperativne hirurške konsultacije. Tokom ovih konsultacija, sa pacijentom treba detaljno razmotriti proceduru i postoperativni tok, kako bi pacijenti stekli realistična očekivanja u vezi sa ishodima zahvata. Ove konsulacije sa pacijentom predstavljaju srž procesa informisanog pristanka, što istovremeno predstavlja i etički i zakonski uslov za bilo koju hiruršku proceduru.
Pripreme i konsulacije su posebno bitno za postizanje rezultata kod pacijenata koji žele da nakon intervencije ublaže sosptvenu rodnu disforiju. U tom smisli pre operacije hirurzi treba da razmotre sledeća pitanja sa pacijentima koji žele hirurški tretman rodne disforije:
- različite hirurške tehnike koje su na raspolaganju
- prednosti i mane svake zasebne tehnike;
- ograničenja procedure za postizanje „idealnih“ rezulata;  uz prikaz fotografija pre i posle zahvata sopstvenih pacijenata, uključujući tu i uspešne i neuspešne ishode;
- inherentne rizike i moguće komplikacije različitih tehnika (posebno za svaku proceduru i u odnosu na konkretnog pacijenta).

## Metode

### Nehirurška metoda
Nehirurško stvaranje vagine se koristilo u prošlosti za lečenje urođenog odsustva vagine. Procedura je uključivala nošenje uređaja nalik na sedlo i upotrebu dilatatora povećanog prečnika. Postupak je trajao nekoliko meseci i ponekad je bio bolan i nije bio efikasan u svim  slučajevima.

### Rekonstruktivna hirurgija nakon lečenja karcinoma
Radiološki tretman raka može dovesti do uništenja ili promene vaginalnog tkiva. Kod takvih pacijenat radi se vaginoplastika i/ili rekonstrukciju vagine i drugih genitalnih struktura. U nekim slučajevima, nakon ove intervencije normalna seksualna funkcija se može vratiti.

### McIndoe hirurška tehnika
Kod ove tehnike kanal se hirurški konstruiše između mokraćne bešike i uretre u prednjem delu karličnog regiona i rektuma. Za presađivanje se koristi koža sa drugog dela tela osobe koja se operiše. Kožni graft se uzima sa butine, zadnjice ili ingvinalne regije. Korišćeni su i drugi materijali za stvaranje obloge nove vagine (kožni režanj, amnionske membrane i bukalna sluzokoža).

### Vaginoplastika crevom
Vaginoplastika crevom  još jedna često korišćena metoda za stvaranje neovagine u operaciji promene pola.

## Literatura
- Baggish, Michael (2016). Atlas of pelvic anatomy and gynecologic surgery. Philadelphia, PA: Elsevier. ISBN 9780323225526.
- Emans, Herriot (2011). Emans, Laufer, Goldstein's pediatric & adolescent gynecology. Philadelphia: Wolters Kluwer Health/Lippincott Williams & Wilkins Health. ISBN 9781608316489.

## Spoljašnje veze
- Vaginoplastia con sigma (језик: шпански)
- Laparoscopic Vecchietti procedure: improving on an indispensable method - на: www.ajog.org (језик: енглески)

|  | Molimo Vas, obratite pažnju na važno upozorenje u vezi sa temama iz oblasti medicine (zdravlja). |